# Lophorrhina tridenticornis
Lophorrhina tridenticornis är en skalbaggsart som beskrevs av Moser 1916. Lophorrhina tridenticornis ingår i släktet Lophorrhina och familjen Cetoniidae. Inga underarter finns listade i Catalogue of Life.